# Chei (navigație)

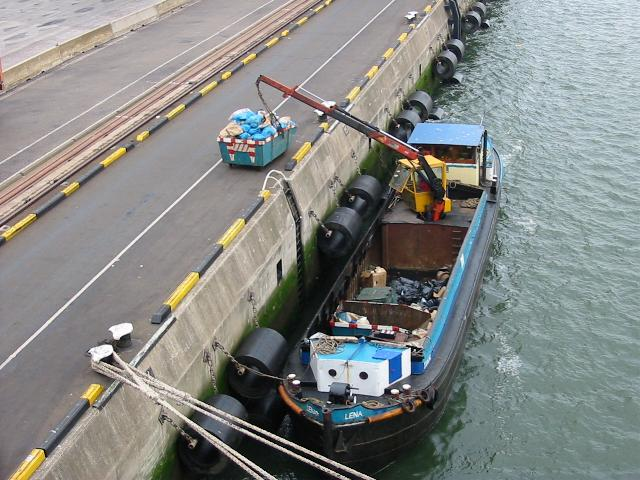

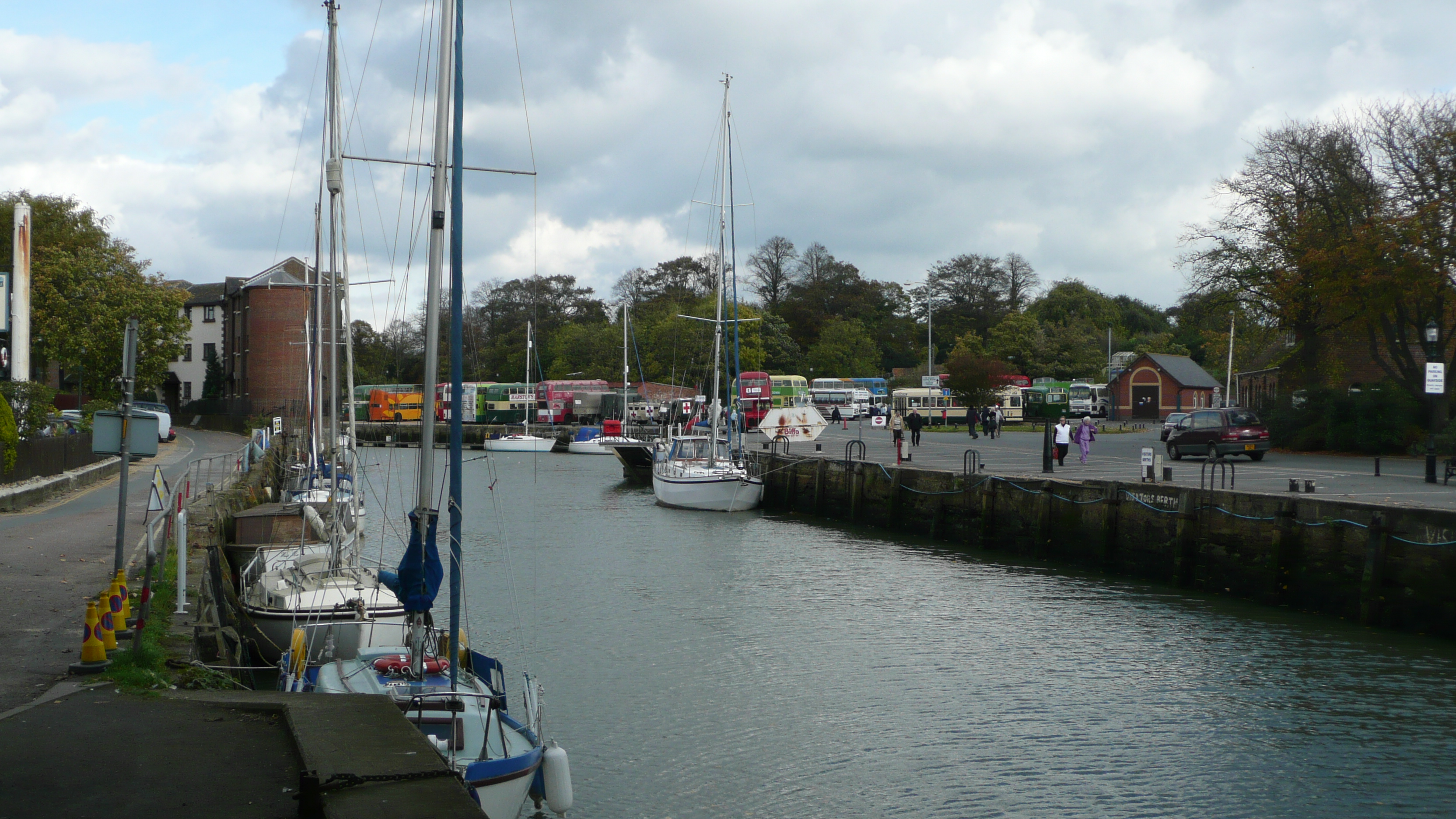
Cheiul din Newport, Insula Wight

Un chei (plural cheiuri, variantă cheu, plural cheuri, s.n) este o construcție hidrotehnică care limitează bazinele unui port, având rolul de a consolida malurile și porțiunea respectivă de coastă și de a permite acostarea și operarea (încărcarea și descărcarea) navelor, precum și lucrările de întreținere și reparații ale navelor. Are un perete vertical căptușit cu lespezi de piatră; lângă chei, adâncimi suficiente permit acostarea navelor. 
De-a lungul său sunt amenajate drumuri, căi ferate, macarale etc, iar în interior sunt depozite și platforme de depozitare a mărfurilor. 
Notă: A nu se confunda cu chei, care este o porțiune de vale strâmtă.